# Грличков, Александр
Александр Грличков (макед. Александар Грличков; 18 января 1923 года, Штип — 26 июля 1989 год, Струга) — югославский и македонский государственный деятель.
Был председателем Исполнительного совета Собрания Социалистической Республики Македония (1961-65), заместителем председателя Союзного исполнительного совета, членом Президиума ЦК СКЮ (1974-82), председателем Союзной конференции ССТНЮ (Социалистического союза трудового народа Югославии) с мая 1985 по май 1986 года.